# قائمة الفهارس الفلكية
الفهرس الفلكي هو قائمة تحوي الأجرام الفلكية، والتي عادة ما تجمع مع بعضها لاشتراكها في نمط معين أو أصلها أو طريقة اكتشافها أو وسيلة رصدها.
تصدر الفهارس الفلكية في العادة كنتيجة إجراء مسح فلكي محدد.

## فهارس ذات أهمية تاريخية
- صور الكواكب الثمانية والأربعين كتاب في علم الفلك وضعه عبد الرحمن بن عمر الصوفي في القرن الرابع الهجري (القرن العاشر الميلادي)،.[1][2][3]
- أطلس النجوم للفلكي يوهان باير، [4]
- فهرس مسييه لشارل مسييه [5]
- الفهرس العام الجديد .[6]
- فهرس هنري درابر
- مسح ميكروي ثنائي لكامل السماء .,[7]Two Micron All-Sky Survey [8]

## 0–9
| - 0ES — مسح اينشتاين سلو الإصدار 0 - 1ES — مسح اينشتاين سلو - 1A, 2A, 3A —قوائم مصادر الأشعة السينية من القمر الصناعي ارييل-5 - 1C —فهرس كامبريدج الأول للمصادر الراديوية - 1FGL, 2FGL —قوائم مصادر أشعة جاما من مرصد فيرمي الفضائي لأشعة غاما - 1RXH — مرصد روسات الفضائي - 1RXS — مسح مرصد روسات الفضائي للإجسام الخافتة والامعة. - 1SWASP — الزاوية الواسعة للبحث عن الكواكب WASP - 2C — مسح كامبريدج الثاني للمصادر الراديوية - 2MASS —مسح ميكروي ثنائي لكامل السماء . - 2MASP —مسح ميكروي ثنائي لكامل السماء النموذج المبدئي - 2MASSI مسح ميكروي ثنائي لكامل السماء أصدار إضافي | - - 2MASSW — قاعدة بيانات عمل المسح الميكروي الثنائي - 2MUCD —الأقزام الباردة جدا من فهرس 2MASS - 2MASX —فهرس 2MASS الموسع - 2E — قائمة مرصد آينشتاين لمصادر الأشعة السينية المعتدلة - 3C (و 3CR) —مسح كامبريدج الثالث للمصادر الراديوية (المعدل) - 4C — مسح كامبريدج الرابع للمصادر الراديوية - 5C — مسح كامبريدج الخامس للمصادر الراديوية - 6C — مسح كامبريدج السادس للمصادر الراديوية - 7C — مسح كامبريدج السابع للمصادر الراديوية - 8C — مسح كامبريدج الثامن للمصادر الراديوية - 8pc — قائمة، كل النجوم ضمن مسافة 8 فراسخ فلكية - 9C — مسح كامبريدج التاسع للمصادر الراديوية ( 15 غيغاهرتز) |

## فهارس فلكية للمجرات والتجمعات المجرية
- أطلس المجرات الغريبة
- فهرس المجرات الموروفولوجي
- فهرس المجرات الرئيسية
- فهرس أوبسالا العام
- فهرس أبل
- فهرس المجرات وعناقيد المجرات [13][14]
- مجموعة مجرات هيكسون
- مجموعات ليون المجري LGG[15]
- فهرس شابلي-أميس للمجرات الساطعة .[16]
- مسح سلووان الرقمي للسماء
- فهرس ستوك للعناقيد النجمية المفتوحة (ستوك 1 و2 ,[17] ستوك 3 إلى 23 ,[18] ستوك 24 [19])

## فهارس فلكية للنجوم
| - دليل النجم المفهرس - فهرس بوس العام - فهرس النجوم - فهرس هنري درابر - صور الكواكب الثمانية والأربعين - فهرس النجم الساطع - فهرس هيباركوس - فهرس جليسي للنجوم القريبة - مستكشف الأشعة تحت الحمراء عريض المجال - جداول رودلفين للنجوم والكواكب نشرة يوهانس كيبلر عام 1627. - فهرس النجوم الأساسية السادس (FK6) يوفر معلومات عن الحركة الخاصة للنجوم تعتبر هي الأدق في الوقت الحاضر. | - فهرس تيودور فريدريك أوغست (وإننك) للنجوم المزدوجة - فهرس ماكس فولف (فهرس وولف) - فهرس جورج فان للنجوم. - فهرس مرصد سميثسونيان للفيزياء الفلكية-فهرس مواقع وحركة النجوم الخاصة خلفية فهرس مرصد سميثسونيان للفيزياء - فهرس UBV Mالفوتومتري UBV Photoelectric Photometry Catalogue - فهرس تايكو 2 لأكثر من 2.5 مليون من ألمع النجوم. - فهرس فريدريك جورج ويهيلم فون ستروف للنجم المزدوج - فهرس الأشعة فوق البنفسجية للنجوم وتدفقاتها (TD1 ). - جداول طليطلة (جداول فلكية استخدامت للتنبؤ بحركات الشمس والقمر والكواكب بالنسبة إلى النجوم الثابتة. تم الانتهاء منها حولي العام 1080 من قبل مجموعة من علماء الفلك العرب في مدينة طليطلة ). - فهرس واشنطن للنجم المزدوج. - فهرس النجوم المتغيرة العام |

## فهارس فلكية للسدم
- فهرس السدم والعناقيد النجمية
- فهرس بيرنارد
- فهرس شاربلس[35]
- كتالوج آر سي دبليو
- فهرس كولن ستانلي  Gum catalog
- فهرس ليندز للسدم الساطعة .[36][37]
- مقراب سبيتزر الفضائي مرصد فضائي يلتقط الأشعة تحت الحمراء

## فهارس فلكية للكواكب

### قواعد بيانات وفهارس كواكب خارج النظام الشمسي
- موسوعة كواكب خارج المجموعة الشمسية (بالإنجليزية: Extrasolar Planets Encyclopaedia)‏[38][39][40][41][42]
- فهرس النظم القريبة الصالحة للسكن [43]
- مستكشف بيانات كواكب خارج المجموعة الشمسية.[44][45]
- ارشيف ناسا لكواكب خارج النظام الشمسي.[46]
- قاعدة بيانات ناسا للنجوم وكواكب خارج النظام الشمسي .

## خدمة فهرس فيزير
خدمة فهرس فيزيير هو فهرس فلكي من مركز ستراسبورغ الفلكي .

## أجسام النظام الشمسي (الكواكب الصغيرة والمذنبات والكويكبات)
| الأسم                             | نوع الجسم       | العدد     | عام / الوضع                | وصف، أو مثال          | مصدر   |
| --------------------------------- | --------------- | --------- | -------------------------- | --------------------- | ------ |
| مدارات الكواكب الصغيرة            | الكويكبات       | > 460 000 | تحديث مستمر (قاعدة بيانات) | بيانات مسار الكويكبات | [ 48 ] |
| العناصر المدارية للمذنبات         | مذنب            | 784       | تحديث مستمر (قاعدة بيانات) | بيانات مسار المذنبات  | [ 49 ] |
| مسح الكواكب الصغيرة (IMPS)        | الكواكب الصغيرة | 7311      | 1992                       |                       | [ 50 ] |
| IRAS مسح الكويكبات والمذنبات IRAS | كويكبات ومذنبات | 22 949    | 1986                       |                       | [ 51 ] |

## قواعد بيانات فلكية
- سيمباد
- قاعدة بيانات خارج المجرى ناسا/ديسك
- نظام البيانات الكوكبية
- أرشيف الأشعة تحت الحمراء العلمي.[52][53] (IRSA)
- نظام بيانات الفيزيائية الفلكية (ADS)
- نظام البيانات الكواكبي (PDS) .[54]
- قاعدة بيانات مسح مختبر سلاح الجو الجيوفيزيائي RAFGL .[55][56]
- قاعدة بيانات مراقبة النيوترون في الوقت الحقيقي (NMDB)
- ليون-ميودون قاعدة بيانات خارج المجرة